# 40-й Берлинский международный кинофестиваль
40-й Берлинский международный кинофестиваль проходил с 9 по 20 февраля 1990 года в Западном Берлине.

## Жюри
- Михаэль Балльхаус (председатель жюри)
- Маргарет Менегоз (сопредседатель жюри)
- Вадим Абдрашитов
- Сузана Амарал
- Стивен Бах
- Роберто Бениньи
- Ливия Дьярмати
- Хельке Миссельвиц
- Отто Зандер
- Стивен Силверман
- Рита Ташингэм

## Конкурсная программа
- Свяжи меня!, режиссёр Педро Альмодовар
- Лос-Анджелес, режиссёр Джейкоб Бергер
- Астенический синдром, режиссёр Кира Муратова
- Чёрный снег, режиссёр Фэй Се
- Рождённый четвёртого июля, режиссёр Оливер Стоун
- Каминг-аут, режиссёр Хайнер Каров
- Шофёр мисс Дэйзи, режиссёр Брюс Бересфорд
- Создатели тени, режиссёр Ролан Жоффе
- На пути к смерти, режиссёр Янош Жомбояи
- Рассказ служанки, режиссёр Фолькер Шлёндорф
- Добро пожаловать, режиссёр Харк Бом
- Караул, режиссёр Александр Рогожкин
- Фиктивная свадьба, режиссёр Мишель Бро
- Музыкальная шкатулка, режиссёр Коста-Гаврас
- Дрянная девчонка, режиссёр Михаэль Ферхёвен
- Секрет, режиссёр Франческо Мазелли
- Немой крик, режиссёр Дэвид Хеймен
- Жаворонки на нитке, режиссёр Иржи Менцель
- Зимняя война, режиссёр Пекка Парикка
- Месть женщины, режиссёр Жак Дуайон
- Война Роузов, режиссёр Дэнни Де Вито

## Награды
- Золотой медведь:
  - Жаворонки на нитке, режиссёр Иржи Менцель
  - Музыкальная шкатулка, режиссёр Коста-Гаврас
- Золотой медведь за лучший короткометражный фильм:
  - Мистер Тао
- Серебряный медведь:
  - Раскрытие
- Серебряный медведь за лучшую режиссёрскую работу:
  - Михаэль Ферхёвен — Дрянная девчонка
- Серебряный медведь за лучший короткометражный фильм:
  - Остров цветов
- Серебряный медведь за выдающиеся персональные достижения
  - Фэй Се — Чёрный снег
- Серебряный медведь - лучшая актёрская команда
  - Шофёр мисс Дэйзи
- Серебряный медведь - специальный приз жюри:
  - Астенический синдром
- Серебряный медведь - лучшая актёрская работа:
  - Айэйн Глен — Немой крик
- Почётное упоминание:
- Почётное упоминание - лучший короткометражный фильм:
  - Корова
  - Тьма/Свет/Тьма
  - Авария
- Почётный приз Berlinale Camera Award:
  - Франк Байер
  - Мартин Ландау
  - Карел Вачек
  - Бернхард Викки
- Детская секция фестиваля: Приз фонда Марии Шелл:
  - Туннель
- Детская секция фестиваля: Приз сенатора в честь женщин, молодости и семьи
  - На бешеной скорости
- Детская секция фестиваля: Особое упоминание
  - Bulten
- Приз Teddy (кино, посвящённое теме сексуальных меньшинств):
- Приз Teddy за лучший короткометражный фильм
  - Троянцы
- Приз Teddy за лучший документальный фильм:
  - Развязанные языки
- Приз Teddy за лучший художественный фильм:
  - Раскрытие
  - Молчание – Смерть
- Приз международной ассоциации кинокритиков (ФИПРЕССИ)
- Приз ФИПРЕССИ (конкурсная программа):
  - Караул
- Приз ФИПРЕССИ (программа «Форум»):
  - При смерти
- Приз международной ассоциации кинокритиков - почётное упоминание:
- Приз международной ассоциации кинокритиков - почётное упоминание (конкурсная программа):
  - След камней
  - Жаворонки на нити
- Приз международной ассоциации кинокритиков - почётное упоминание (программа «Форум»):
  - Берлин, на углу улицы
  - Не думай, что я реву
  - Рождённый в 45-м
  - Кролик — это я
  - Карла
  - Когда ты вырастешь, дорогой Адам
  - Весне нужно время
- Приз международного евангелического жюри:
- Приз международного евангелического жюри (конкурсная программа):
  - Дрянная девчонка
- Приз международного евангелического жюри (программа «Форум»):
  - Девушка со спичечной фабрики
- Приз международного евангелического жюри (программа «Панорама»):
  - Общие темы: Истории с квилта
- Приз «Интерфильма» - почётное упоминание:
- Приз «Интерфильма» - почётное упоминание (программа «Форум»):
  - Берлин, на углу улицы
  - Не думай, что я реву
  - Рождённый в 45-м
  - Кролик — это я
  - Карла
  - Когда ты вырастешь, дорогой Адам
  - Весне нужно время
- Приз Международной Католической организации в области кино (OCIC)]:
- Приз Международной Католической организации в области кино (конкурсная программа):
  - Немой крик
- Приз Международной Католической организации в области кино (программа «Форум»):
  - Серые дни
- Приз Международной Католической организации в области кино - почётное упоминание:
- Приз Международной Католической организации в области кино - почётное упоминание (конкурсная программа):
  - Мистер Тао
- Приз Международной Католической организации в области кино - почётное упоминание (программа «Форум»):
  - Девушка со спичечной фабрики
- Приз Европейской конфедерации художественного кино:
- Приз Европейской конфедерации художественного кино (программа «Форум»):
  - Аптечный ковбой
- Приз Европейской конфедерации художественного кино (программа «Панорама»):
  - Рикю
- Приз Международного центра фильмов для детей и молодёжи (C.I.F.E.J.):
  - Мир разнообразия
- Премия Детского фонда ООН (UNICEF):
  - Рыба
- Премия Детского фонда ООН за лучший короткометражный фильм:
  - Вход и Выход
- Премия Детского фонда ООН - особое упоминание:
  - Я и моя мама
- Приз Альфреда Бауэра:
  - Караул
- Приз Caligari за инновации в Программе молодого кино:
  - Унтамагиру
- Приз Peace Film Award:
  - Моя война
- Приз Peace Film Award - почётное упоминание:
  - Подруга
  - Роджер и я
- Приз имени Вольфганга Штаудте:
  - СЭР
- Приз газеты Berliner Morgenpost:
  - Дрянная девчонка
- Приз газеты Zitty:
  - Последние изображения кораблекрушения